# Gary Gordon (biskup)
Gary Michael Gordon (ur. 10 czerwca 1957 w Vancouver) – kanadyjski duchowny katolicki, biskup Victorii od 2014.

## Życiorys
Święcenia kapłańskie otrzymał 22 maja 1982 i inkardynowany został do archidiecezji Vancouver. Przez wiele lat pracował jako delegat biskupi ds. duszpasterstwa chorych.
5 stycznia 2006 papież Benedykt XVI mianował go ordynariuszem wakującej od sześciu lat diecezji Whitehorse w metropolii Grouard-McLennan. Sakry biskupiej udzielił mu 22 marca 2006 abp Raymond Roussin SM.
14 czerwca 2014 mianowany ordynariuszem Victorii.